# José Antonio Rojo
José Antonio Rojo Paredes fue un montador de cine español. Trabajó en más de doscientas cincuenta películas, doscientos cincuenta documentales y series de televisión durante su carrera. Hizo escuela formando a otros montadores incluido su cuñado Pedro del Rey.

## Filmografía seleccionada
- Mare Nostrum (1948)
- Una mujer cualquiera (1949)
- La noche del sábado (1950)
- La corona negra (1951)
- La señora de Fátima (1951)
- El negro que tenía el alma blanca (1951)
- De Madrid al cielo (1952)
- Sor intrépida (1952)
- Aeropuerto (1953)
- La guerra de Dios. (1953)
- Murió hace quince años (1954)
- Un caballero andaluz (1954)
- El beso de Judas (película) (1954)
- La Hermana Alegría (1955)
- El canto del gallo (1955)
- La otra vida del capitán Contreras (1955)
- La gran mentira (1956)
- Un traje blanco (1956)
- Los ladrones somos gente honrada (1956)
- La tarde del domingo (1957)
- ¡Viva lo imposible! (1958)
- Las chicas de la Cruz Roja (1958)
- El baile (1959)
- Llegaron dos hombres (1959)
- Camarote de lujo (1959)
- Mi calle (1960)
- Un ángel tuvo la culpa (1960)
- Fantasmas en la casa (1961)
- Plácido (1961)
- Teresa de Jesús (1961)
- La banda de los ocho (1962)
- Nobleza baturra (1965)
- Siete Dólares al Rojo (1966)
- Las salvajes en Puente San Gil (1966)
- Pepa Doncel (1969)
- Un adulterio decente (1969)
- La muerte busca un hombre (1970)
- La novicia rebelde (1971)
- La casa sin fronteras (1972)
- Celos, amor y Mercado Común  (1973)
- Disco rojo (1973)
- La revolución matrimonial (1974)
- Cuando los maridos se iban a la guerra (1976)
- Don Cipote de la Manga (1985)
- Sangre y arena (1989)
- La sombra del ciprés es alargada (1990)

## Premios
Medallas del Círculo de Escritores Cinematográficos
| Año  | Categoría     | Película                         | Resultado |
| ---- | ------------- | -------------------------------- | --------- |
| 1991 | Mejor montaje | La sombra del ciprés es alargada | Ganador   |